# Ferrari 375 Plus

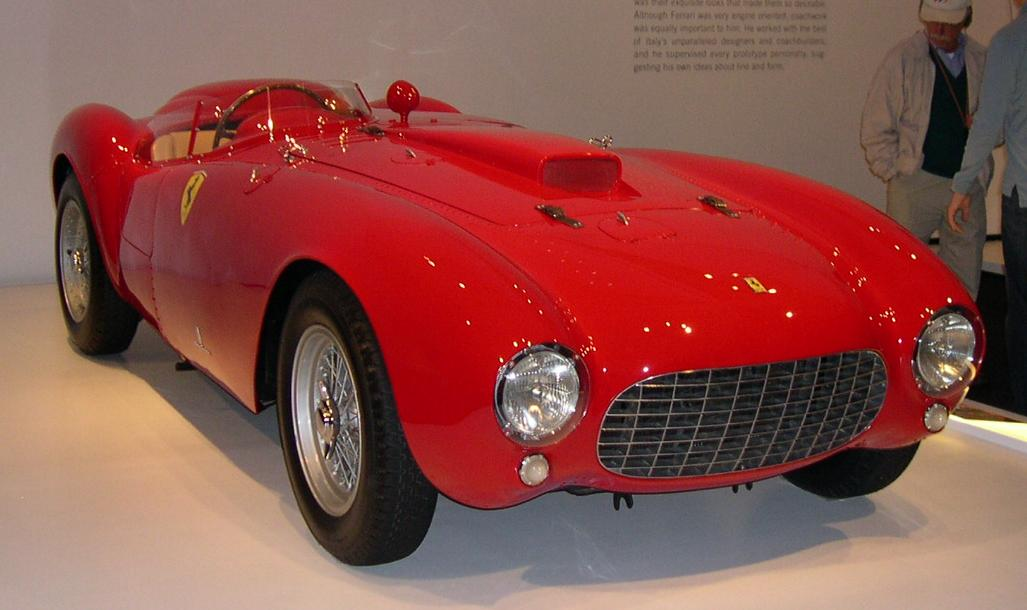
Ferrari 375 Plus Pinin Farina

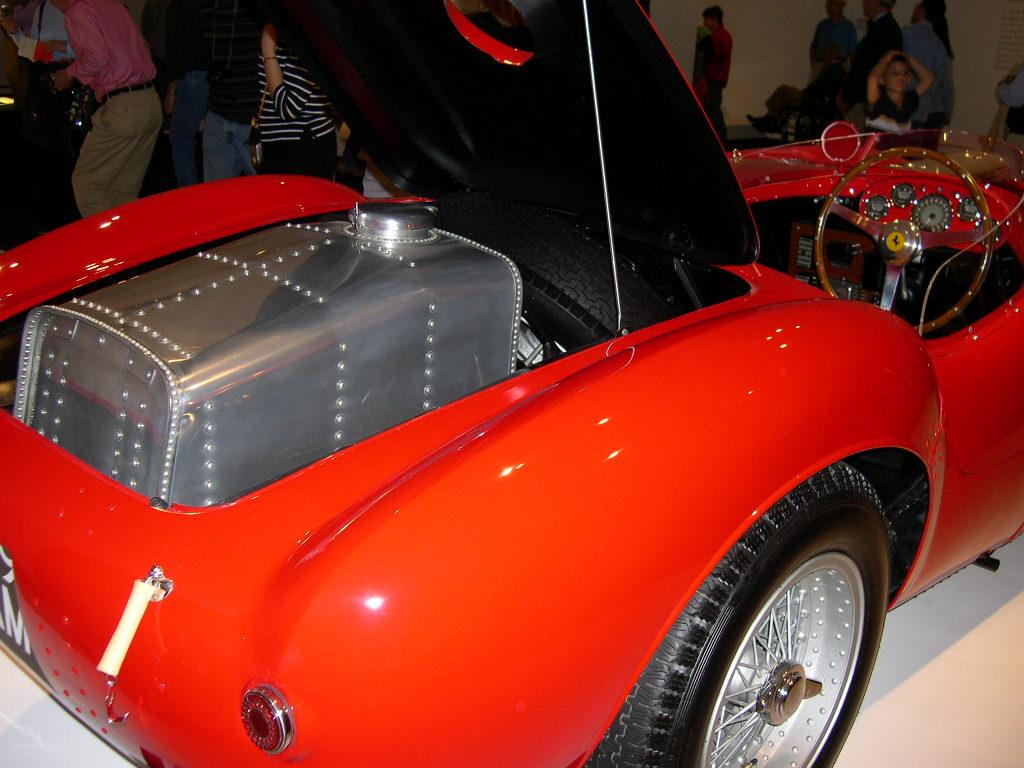
Der Treibstofftank des 375 Plus

Der Ferrari 375 Plus, auch als Ferrari 375 Plus Pinin Farina Spider bezeichnet, war der Werkswagen der Scuderia Ferrari in der Sportwagen-Weltmeisterschaft 1954.

## Entwicklungsgeschichte
Der 375 Plus stand 1954 nur den Werkspiloten der Scuderia zur Verfügung. Die Privatfahrer mussten mit dem Ferrari 375MM vorliebnehmen. Der 375 Plus hatte ein 330 PS starkes V12-Triebwerk, das aus dem Motor des Formel-1-375F1 abgeleitet war. Das ursprüngliche 4,4-Liter-Agreggat wurde auf 4954 cm³ aufgebohrt. Dieser zusätzliche halbe Liter Hubraum ergab das „Plus“ in der Typenbezeichnung. Die Zylinderlaufbuchsen wurden in den Block eingeschraubt und im Unterschied zum 375MM, der eine Starrachse hatte, bauten die Scuderia-Techniker in den 375 Plus eine De-Dion-Achse ein. Da diese Achse jedoch mehr Platz im Fahrzeug benötigte, musste der Treibstofftank höher in die Karosserie integriert werden, als dies beim MM vorgesehen war. Das führte zu einer mächtigen Ausbuchtung über dem Kofferraum, was dem Wagen seine charakteristische Ausprägung gab und es erleichterte, den Plus vom MM zu unterscheiden.

## Renngeschichte
Pininfarina karossierte sechs Exemplare, die in der Weltmeisterschaft eingesetzt wurden. Mit dem 375 Plus feierte die Scuderia 1954 drei große internationale Siege. Giuseppe Farina und Umberto Maglioli siegten beim 1000-km-Rennen von Buenos Aires, Maurice Trintignant und José Froilán González gewannen das 24-Stunden-Rennen von Le Mans und Umberto Maglioli triumphierte bei der Carrera Panamericana. 1955 wurden einige der Fahrzeuge verkauft und das argentinische Privatfahrerteam Ibanez/Saenz-Valiente siegte mit einem 375 Plus beim 1000-km-Rennen von Buenos Aires.
Ein Einzelstück blieb der Ferrari 375 Plus Scaglietti Spider, der einzige 375 Plus, der bei Scaglietti karossiert wurde. Der Wagen wurde 1956 in die USA verkauft und verunfallte beim 12-Stunden-Rennen von Sebring. Der Besitzer ließ den Wagen wieder aufbauen und mit einer Karosserie der kleinen US-Unternehmung Sutton versehen. Dieser Wagen ist heute einer der wenigen Ferraris, die keinen Aufbau aus Italien haben.
Ebenso ein Einzelstück war der Ferrari 375 Plus Pinin Farina Cabriolet, der für den belgischen König Leopold III. gebaut wurde.